# Mandaci una cartolina
Mandaci una cartolina è un brano musicale di Carmen Consoli, secondo singolo estratto dall'album Elettra, pubblicato nel 2009.
Il brano era tra i cinque candidati alla terza edizione del Premio Mogol.
La canzone compare anche nell'album live Eco di sirene, pubblicato il 13 aprile 2018.

## Descrizione
Mandaci una cartolina è stata scritta dalla stessa Carmen Consoli, ed è dedicata al padre Giuseppe, venuto a mancare pochi mesi prima della scrittura del brano, che la stessa Consoli ha detto di avere composto in 4 ore. Dice la Consoli: